# Hécuba (Eurípides)
Hécuba (em grego:  Ἑκάβη) é uma tragédia escrita por Eurípides em 424 a.C.. A história se passa após a Guerra de Troia, antes dos gregos deixarem a cidade de modo semelhante a As Troianas. Mostra a dor e o sofrimento da rainha Hécuba pela perda do filho e da filha e a vingança pela morte do primeiro.